# 給食当番
給食当番（きゅうしょくとうばん）は、日本の6人組音楽グループ。
所属事務所なし。
公式ファンクラブは「給食当番ファンクラブ「給食係」」（- 2024年4月28日）

## 概要
2016年に作曲家サワグチカズヒコ、みどりの２名により結成。
以来、活動に共感したメンバーが少しづつ増え2024年2月からは6ピースバンドとして活動開始。
子供は食いつき、大人は唸るキャッチーなサウンドが身上で、20年以上に渡りNHKみんなのうた、クレヨンしんちゃんなど1000曲以上を楽曲提供する作曲家サワグチカズヒコが全ての楽曲を手がけている。
2021年より日本の景気後退、物価上昇、また食糧危機への警戒感から活動方針を「日本を支える人を支える楽団」とし、以下の３本柱を主軸とする活動を展開中。
・日本の第一次産業全力応援
・音楽による食育活動
・日台友好に貢献
ヴァイオリンと箏という異色なハーモニーを駆使した楽曲はJ-POPの枠に捉われない様々な可能性を追求している。

## メンバー
| 名前                                  | 演奏担当                           | その他 |
| ------------------------------------- | ---------------------------------- | --- |
| サワグチカズヒコ （さわぐちかずひこ） | キーボード ボーカル バンドマスター | - 1971年9月24日、青森県八戸市出身。作曲家。 - NHKみんなのうた「無敵のじいちゃん（2009年）」「とろろおくらめかぶなっとう（2016年）」Netflixアニメ恐竜少女ガウ子、クレヨンしんちゃん、劇場版ポケットモンスター、劇場版ワンピース、また石川さゆり、氷川きよし、などのステージ音楽を手掛ける。薄桜鬼OPテーマ「はらり」、毎日かあさんOPテーマ「毎日かあさん」、武装錬金EDテーマ「愛しき世界」、など楽曲提供を行なっている。                                                                                           |
| みどり （みどり）                     | ボーカル                           | * 12月23日生まれ、山梨県甲府市出身。2014年より札幌スープカレー店PICANTE （ピカンティ）がプロデュースするカレーアイドル「カリッシュ」のセンターを務める。2016年の給食当番立ち上げ時、作曲家サワグチカズヒコよりメインボーカルに抜擢。個人活動名義は碧*（みどり）。Netflixアニメ恐竜少女ガウ子OPテーマ歌唱。 |
| あいり （あいり）                     | ヴァイオリン ボーカル              | * 3月18日生まれ、兵庫県出身。4歳よりヴァイオリンを始める。 兵庫県立西宮高校音楽科、京都市立芸術大学音楽学部卒業。 2014年、赤穂にて樫本大進監修ル・ポン国際音楽祭のプリコンサートに室内楽で出演。 2015年、関西音楽大学オケフェス、京都芸大第150回定期演奏会において共にコンミスを務める。 今年の１月には、大阪のザ・シンフォニーホールにて、ソリストとして、指揮の守山俊吾氏率いるニューイヤー祝祭オーケストラとの共演を果たした。 現在、各地で様々なジャンルでの演奏活動を行う傍ら、後進の指導にも当たっている。 |
| つじぞー☆ （つじぞー）                | 箏                                 | * 4月10日生まれ、千葉県出身。4歳から箏、14歳から三味線を始める。その他十七弦、胡弓の演奏も得意とする。 |
| パパニーニ （ぱぱにーに）             | ヴァイオリン                       | *8月30日生まれ |
| DJあっぷる （でぃーじぇーあっぷる）   | DJ                                 | *詳細不明 |

## 活動略歴
2016.6 NHKみんなのうた「とろろおくらめかぶなっとう」放送開始。作詞にメンバーのつじぞー☆、作曲にサワグチカズヒコ。放送をきっかけにサワグチが給食当番の活動をスタートさせる。
2016~2018 食の祭典さっぽろオータムフェスト 3年連続出演
2018.5.4 1stアルバム「おなかぺこぺこ！」発表
2019 Netflixアニメ 恐竜少女ガウ子 オープニングテーマ担当
2019 パパニーニ（Vn）加入
2019.3.30 東京シティエアターミナルのテーマ曲に「旅に出る僕への歌」採用
2020 SAPPORO ART STAGE 2020 出演
2020.9 つじぞー☆（箏）加入
2021 日台友好のため制作した「台湾パイナップルのうた」が台湾メディアで大きく報じられる
2021.5 TVKテレビ神奈川「猫のひたいほどワイド」出演
2021.12 水曜ナイトライブ in LAZONA グランドステージ出演
2021.3 「台湾パイナップルのうた」が、駐日台湾大使謝長廷氏の耳に留まり台北駐日経済文化代表処（台湾大使館）に招待され「困った時の友は真の友」と評される
2022.12.30 2ndアルバム「おかわりじゃんけん！」発表
2022.6.5 「とっておきの音楽祭in仙台」出演
2023.3 DJあっぷる加入
2023.3 台湾にて台湾パイナップルライブツアーを行う
2023.6.18 台湾フェスティバルTOKYO2023 出演
2023.11.26 国内最大級建設イベント 建設フェスタin鹿島田 ステージ出演
2023.12 川崎いさご通り街角ミュージック最多出演アーティストとして表彰される
2024.1 石垣島ワンマンライブツアー
2024.2 愛梨（Vn./Vo.）加入
2024.2.25 ミニアルバム「おいしー！」発表
2024.6.30 台南国際マンゴーフェスティバル（台南国際芒果節）出演
2024.7.3 海馬207 ライブ
2024.7.22 welcomebackライブ〜燦燦〜

## ディスコグラフィ

### 楽曲
|      | 発売日         | タイトル                      | 作詞                   | 作曲             |
| ---- | -------------- | ----------------------------- | ---------------------- | ---------------- |
| 1st  | 2016年8月14日  | 恋するピーマン                | 碧                     | サワグチカズヒコ |
| 2st  | 2016年10月30日 | とうもろこしフィールズFOREVER | ホリイモマ             | サワグチカズヒコ |
| 3rd  | 2016年12月30日 | たまねぎボンバー              | 碧                     | サワグチカズヒコ |
| 4th  | 2017年4月30日  | 揚げパンエクスカリバー        | 碧                     | サワグチカズヒコ |
| 5th  | 2017年8月11日  | なすっとぬすっとビーチボーイ  | 碧                     | サワグチカズヒコ |
| 6th  | 2017年9月23日  | 旅に出る僕への歌              | 光明院瑠美菜・給食当番 | サワグチカズヒコ |
| 7th  | 2017年10月29日 | どてかぼちゃエクソシスト      | とろろたまご           | サワグチカズヒコ |
| 8th  | 2017年11月11日 | 過去から未来へ                | あっぷる               | サワグチカズヒコ |
| 9th  | 2017年12月27日 | 給食の時間だよ                | サワグチカズヒコ       | サワグチカズヒコ |
| 10th | 2018年3月29日  | さくらひとひら                | 碧                     | サワグチカズヒコ |
| 11th | 2018年5月4日   | おなかペコリーヌ              | サワグチカズヒコ・碧   | サワグチカズヒコ |
| 12th | 2018年8月10日  | みなもとのみなも              | 碧                     | サワグチカズヒコ |
| 13th | 2018年10月2日  | じめじめしめじ                | 碧                     | サワグチカズヒコ |
| 14th | 2018年10月28日 | めろめろメロン                | とろろたまご           | サワグチカズヒコ |
| 15th | 2018年12月30日 | ミンナミンナ                  | サワグチカズヒコ       | サワグチカズヒコ |
| 16th | 2019年4月28日  | ニンジンロケット              | サワグチカズヒコ       | サワグチカズヒコ |
| 17th | 2019年6月2日   | ずんだずんだずんだもち        | サワグチカズヒコ       | サワグチカズヒコ |
| 18th | 2019年6月2日   | なぜなの牛タン                | サワグチカズヒコ       | サワグチカズヒコ |
| 19th | 2019年6月2日   | 笹枯れはまぼこ                | サワグチカズヒコ       | サワグチカズヒコ |
| 20th | 2019年10月30日 | ごはん！                      | サワグチカズヒコ       | サワグチカズヒコ |
| 21st | 2020年2月23日  | 憎肉焼肉じゅじゅっじゅ〜      | サワグチカズヒコ       | サワグチカズヒコ |
| 22nd | 2021年3月9日   | 台湾パイナップルのうた        | サワグチカズヒコ       | サワグチカズヒコ |
| 23rd | 2021年9月27日  | シャカトウ                    | サワグチカズヒコ       | サワグチカズヒコ |
| 24th | 2021年10月30日 | きらきら海                    | サワグチカズヒコ       | サワグチカズヒコ |
| 25th | 2022年1月26日  | カニカニカーニバル            | サワグチカズヒコ       | サワグチカズヒコ |
| 26th | 2022年7月16日  | かき氷シャイボーイ            | つじぞー☆              | サワグチカズヒコ |
| 27th | 2022年12月1日  | 漁業ニッポン                  | サワグチカズヒコ       | サワグチカズヒコ |
| 28th | 2022年12月13日 | シャイニング                  | サワグチカズヒコ       | サワグチカズヒコ |
| 29th | 2023年6月7日   | RED DIAMOND アカマチ          | サワグチカズヒコ       | サワグチカズヒコ |
| 30th | 2023年8月27日  | ゆるふらホウレンソウ          | サワグチカズヒコ       | サワグチカズヒコ |
| 31st | 2024年2月25日  | ラブミー天丼                  | サワグチカズヒコ       | サワグチカズヒコ |
| 32nd | 2024年2月25日  | トマトの気持ち                | サワグチカズヒコ       | サワグチカズヒコ |
| 33rd | 2024年2月25日  | おいしー！                    | サワグチカズヒコ       | サワグチカズヒコ |
| 34th | 2024年6月30日  | Go! Go! Mango!!               | サワグチカズヒコ       | サワグチカズヒコ |
| 35th | 2024年8月25日  | 追っかけ漁師の唄              | サワグチカズヒコ       | サワグチカズヒコ |
| 36th |                |                               |                        |                  |

### アルバム
|              | 発売日         | タイトル           | 収録曲 |
| ------------ | -------------- | ------------------ | --- |
| 1st          | 2018年5月4日   | おなかぺこぺこ！   | 給食の時間だよ、恋するピーマン、とうもろこしフィールズFOREVER、 たまねぎボンバー、おなかペコリーヌ、揚げパンエクスカリバー、 なすっとぬすっとビーチボーイ、どてかぼちゃエクソシスト、 さくらひとひら、旅にでる僕への歌、全１０曲                                       |
| 1st（増販）  | 2018年10月28日 | おなかぺこぺこ！   | 給食の時間だよ、恋するピーマン、とうもろこしフィールズFOREVER、 たまねぎボンバー、おなかペコリーヌ、揚げパンエクスカリバー、 なすっとぬすっとビーチボーイ、どてかぼちゃエクソシスト、 さくらひとひら、旅にでる僕への歌、 じめじめしめじを含むボーナストラック2曲付き   |
| 2nd          | 2022年12月30日 | おかわりじゃんけん | ニンジンロケット、憎肉焼肉じゅじゅっじゅ～、きらきら海、 漁業ニッポン！、カニカニカーニバル、シャイニング、 めろめろメロン、台湾パイナップルのうた、シャカトウ、 みなもとのみなも、ミンナミンナ、 ボーナストラック（風蓮町の大福ソング）、全13曲                       |
| ミニアルバム | 2024年2月25日  | おいしー！         | おいしー！、トマトの気持ち、ラブミー天丼、 おいしー！（short version）、ゆるフラほうれんそう（short version）、 ワンマンラップ（給食の時間だよvol.3ver.）、おいしー！（off vocal ver.）、 トマトの氣持ち（off vocal ver.）、ラブミー天丼（off vocal ver.） 全9トラック |